# Den ústavy (Norsko)

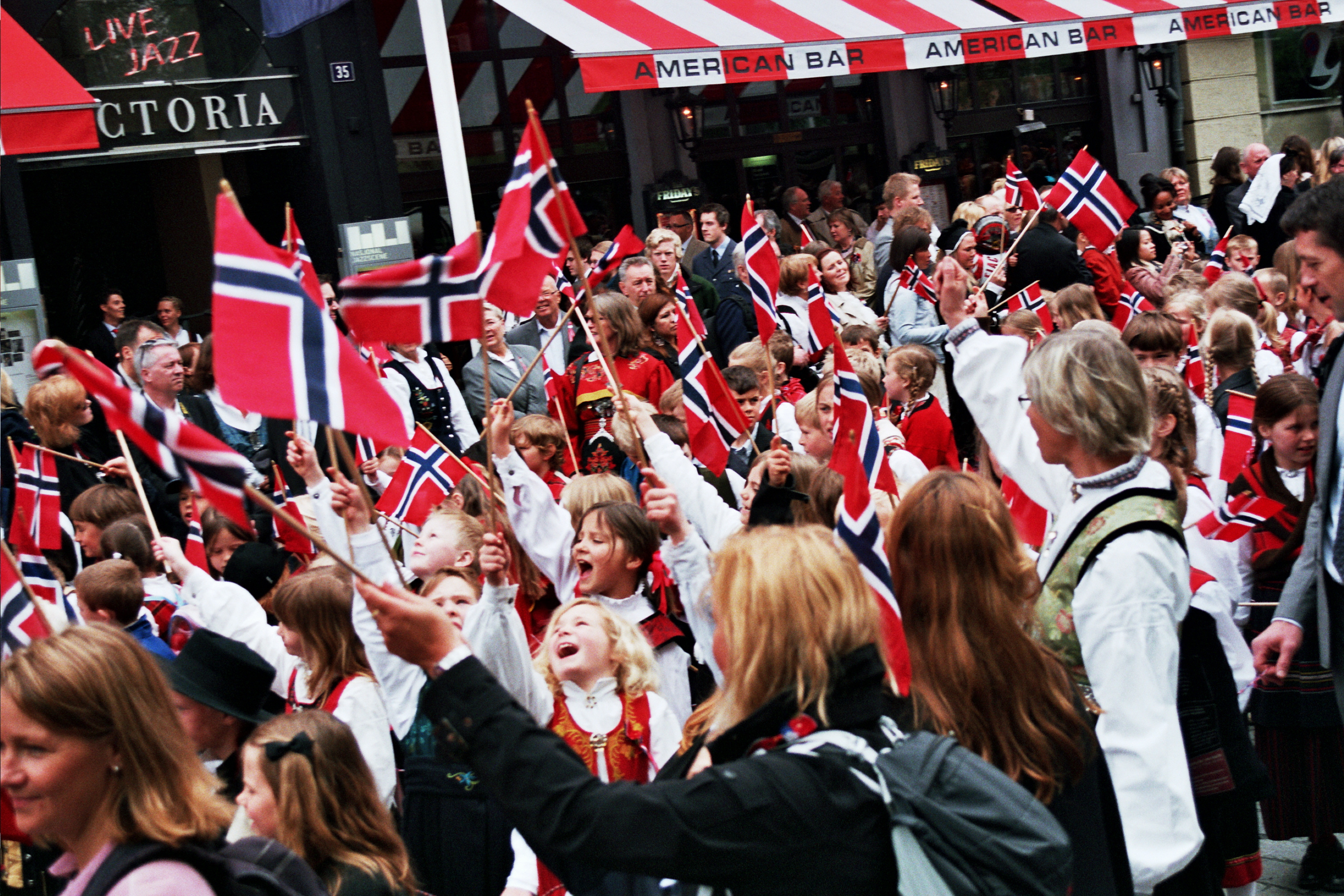
Dětský průvod v Oslu

Den ústavy (norsky Grunnlovsdagen) je státní svátek v Norsku, který se slaví každoročně 17. května, je proto také často zván syttende mai (17. květen).

## Historie
Svátek připomíná vznik norské Ústavy v Eidsvollu 17. května 1814. Ústava prohlásila Norsko za nezávislé království, ve snaze vyhnout se připojení ke Švédsku po zničující porážce Dánsko-Norska v napoleonských válkách. Tomu se Norové sice nakonec nevyhnuli, nicméně švédský král v rámci kompromisu nechal ústavu, značně liberální, v platnosti. Oslava ústavy nicméně měla od počátku politický náboj a švédský král ji po celá 20. léta 19. století zakazoval, protože věřil, že oslavy jsou ve skutečnosti určitým druhem protestu proti unii se Švédy. Králův postoj se změnil až po nepokojích v roce 1829 (tzv. bitva o náměstí, norsky: Torvslaget). Teprve v roce 1833 se však konaly veřejné a oficiální oslavy, jakkoli rebelský duch byl cítit již z toho, že oslava v Oslu započala u pomníku bývalého ministra Christiana Krohga, který většinu svého politického života zasvětil boji za omezování osobní moci panovníka.
Po roce 1864 oslavy získaly méně politicky provokativní charakter, když byl v Oslu uspořádán, z iniciativy Bjørnstjerna Bjørnsona, první dětský průvod, dodnes hlavní součást oslav a symbol celého svátku. Zpočátku se průvod skládal pouze z chlapců. V roce 1899 bylo poprvé umožněno se k průvodu připojit i dívkám. Po celém Norsku tvoří hlavní prvky oslav právě dětské průvody.
V roce 1905 byla unie se Švédskem rozpuštěna a Norsko získalo samostatnost, čímž svátek získal nový význam a stal se jednou z hlavních oslav samostatnosti. Historickou shodou okolností skončila druhá světová válka devět dní před Dnem ústavy 1945. Den osvobození proto není oficiálním svátkem a není široce oslavován, místo toho k oslavám Dne ústavy 17. května přibyl nový význam a zahrnuly i oslavy vítězství nad nacistickým útlakem. Nicméně typické je, že premiér nebo ministři vlády nemají během oslav žádné oficiální projevy či povinnosti. Nekonají se také žádné vojenské přehlídky.

## Průvody

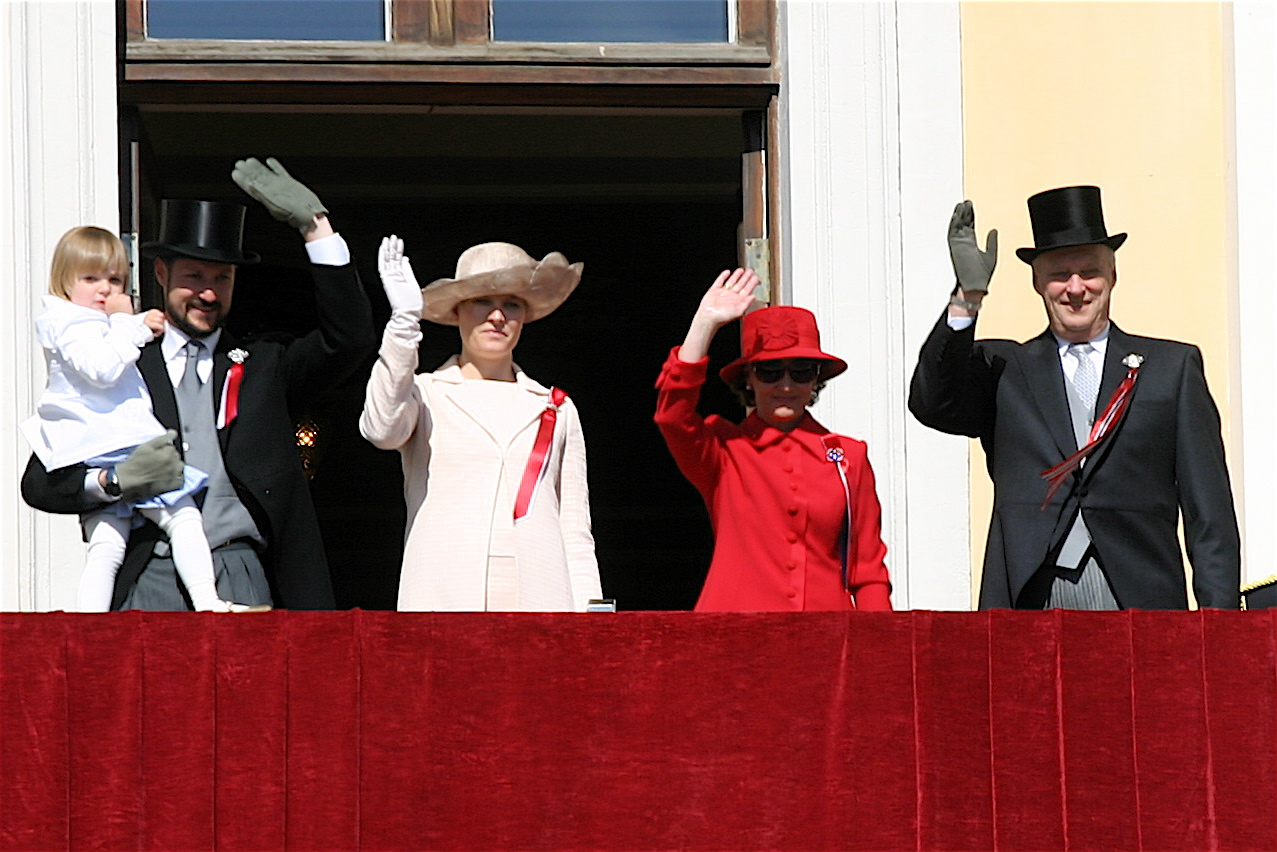
Královská rodina každý rok zdraví děti z balkónu

Dětské průvody konané v dopoledních hodinách se často zastaví u domů seniorů, válečných památníků atd. Nejdelší průvod je v Oslu, kde se ho účastní asi 100 škol, a kde se do centra města pravidelně vypravuje na hlavní slavnosti přes 100 000 lidí. Průvod je každým rokem vysílán v televizi s komentáři ke kostýmům, transparentům atd. K tomu jsou prostřihy reportáží z místních oslav po celé zemi. Pochod v Oslu prochází i královským palácem, kde královská rodina zdraví děti z balkónu. Průvod doprovázejí školní pochodové orchestry. Končí zpěvem státní hymny Ja, vi elsker dette landet a královské hymny Kongesangen.
Kromě vlajek lidé obvykle nosí červené, bílé a modré stuhy. V poslední době se stalo oblíbené nosit též tradiční kroj zvaný bunad. Kromě dětských průvodů se konají průvody pro veřejnost (borgertog), do kterých se může zapojit každý občan. Vedou je pochodové kapely anebo místní skauti, pěvecké sbory, nevládní organizace atd. Průvody končí proslovy, často starších dětí. Po průvodech se konají hry pro děti a konzumuje se hodně zmrzliny, sladkostí a párků v rohlíku.
Třídy maturantů známé jako russ mají 17. května svou vlastní oslavu. Maturanti zůstávají vzhůru celou noc a obcházejí své obce. Mají také své vlastní přehlídky později během dne, obvykle kolem 16 nebo 17 hodiny. Tyto průvodu maturantů mívají recesistický, parodický nebo satirický charakter, byly s nimi v minulosti však i problémy a po stížnostech policie byla tradice v posledních letech omezena.
Některá města mají osobité vlastní tradice oslav, například Bergen, kde v ten den pochodují uniformovaní příslušníci mládežnické organizace Buekorps. V Kristiansandu je tradicí běžecký závod centrem města apod. Průvody si v Norsku oblíbili i cizinci a turisté. V roce 2008 městská rada města Osla zakázala používání státních vlajek cizích států, ale starosta Osla Fabian Stang zákaz zrušil. Podobné diskuse proběhly i v jiných městech, většinou vždy s výsledkem, že použití cizích vlajek není zakázáno.
Syttende Mai je také oslavován v mnoha komunitách norských emigrantů po celém světě. Ve Spojených státech a Kanadě oslavy pořádá organizace Sons of Norway. Například v newyorském Brooklynu je pořádána každoroční oslava od roku 1952. Je hojně navštěvována Norskými Američany, kteří se do Brooklynu přistěhovali na počátku 20. století. Další typická místa oslav jsou Stoughton ve státě Wisconsin a Seattle ve státě Washington.